# خرپای براون
خرپای براون نوعی خرپای پل است که در پل‌های سرپوشیده استفاده می‌شود. این نوع خرپا، به دلیل استفاده اقتصادی از مواد و مصالح مورد توجه قرار گرفته و به نام مخترع آن، جوزیا براون جونیور، از بوفالو، نیویورک، نامگذاری شده‌است که آنرا در ۷ ژوئیه ۱۸۵۷ به عنوان اختراع ثبت شده ۱۷٬۷۲۲در ایالات متحده به ثبت رساند.

## شرح
خرپای براون یک خرپای جعبه ای است که در تمام طول حجم آن به صورت جعبه ای است (بر خلاف خرپا ی عرشه) و از اعضای فشاری قطری متقاطع متصل به اعضای کششی افقی بالا و پایین تشکیل شده‌است.
ممکن است اعضای کششی عمودی یا تقریباً عمودی وجود داشته باشد، اما هیچ عضو عمودی تحت فشار وجود ندارد. در عمل، هنگامی که در یک پل سرپوشیده که رایج‌ترین کاربرد این نوع خرپا است، استفاده می‌شود، خرپا با صفحات پوشش بیرونی محافظت می‌شود.
سازه‌های کف و سقف نیز خرپا، اما افقی هستند و برای صلبیت دادن به خرپا عمل می‌کنند. قسمت پایینی اعضای قطری از زیر صفحات پوشش جانبی بیرون زده‌است. خرپا ی براون به دلیل صرفه جویی در مصالح مورد توجه قرار گرفته‌است زیرا می‌توان ساختن آن را با حجم بسیار کمی فلز انجام داد.

## ثبت اختراع

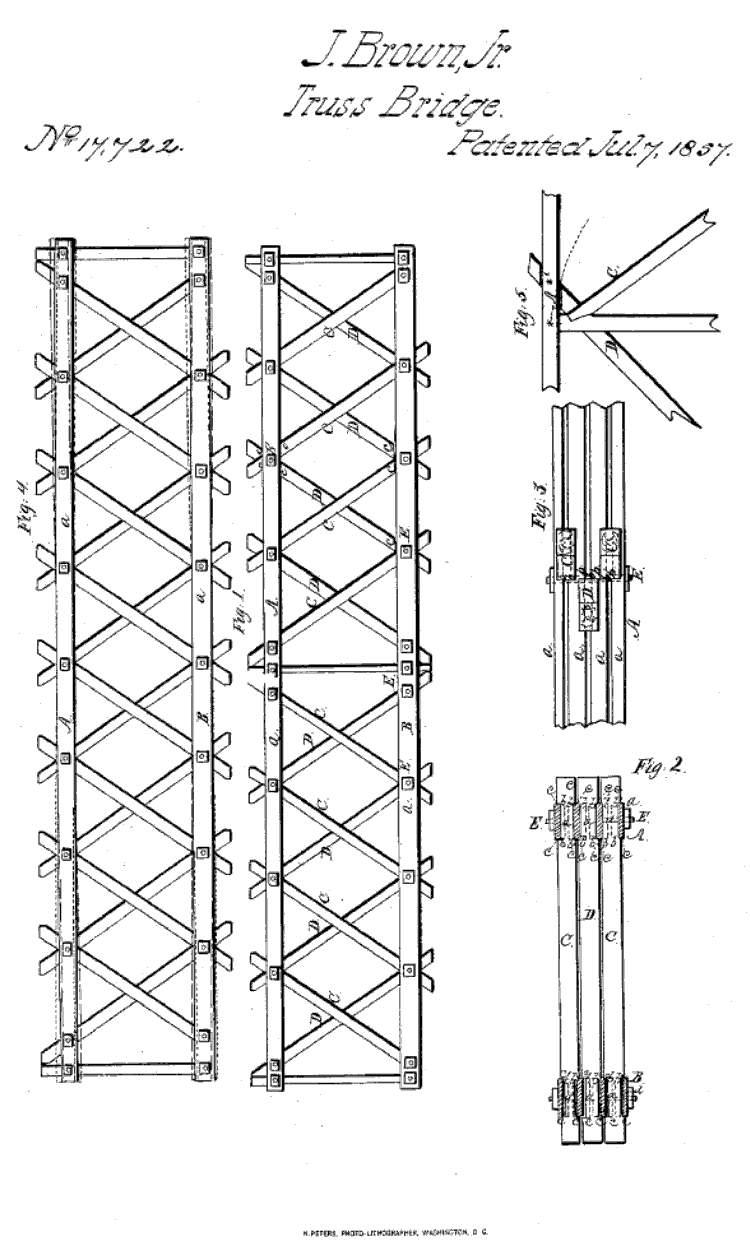
نقشه ثبت اختراع برای ثبت اختراع ۱۷٬۷۲۲ایالات متحده

ادعاهای ثبت اختراع براون در واقع به اقتصادی تر بودن این خرپا به دلیل حذف اعضای فشاری قایم نمی‌پردازد. درعوض، او بر روی افزایش استحکام این خرپا نسبت به خرپاهای قبلی تمرکز کرد که اعضایی (در اصطلاح او "بادبندها") داشتند که به عضو افقی نزدیک به هم می‌آیند اما دقیقاً با هم نبودند (در اصطلاح او) و او با جمع کردن چندین عضو، در یک مکان کارکرد باهم این اعضا را تحقق بخشید.

## نگارخانه

جزئیات تصاویر از پل های موجود
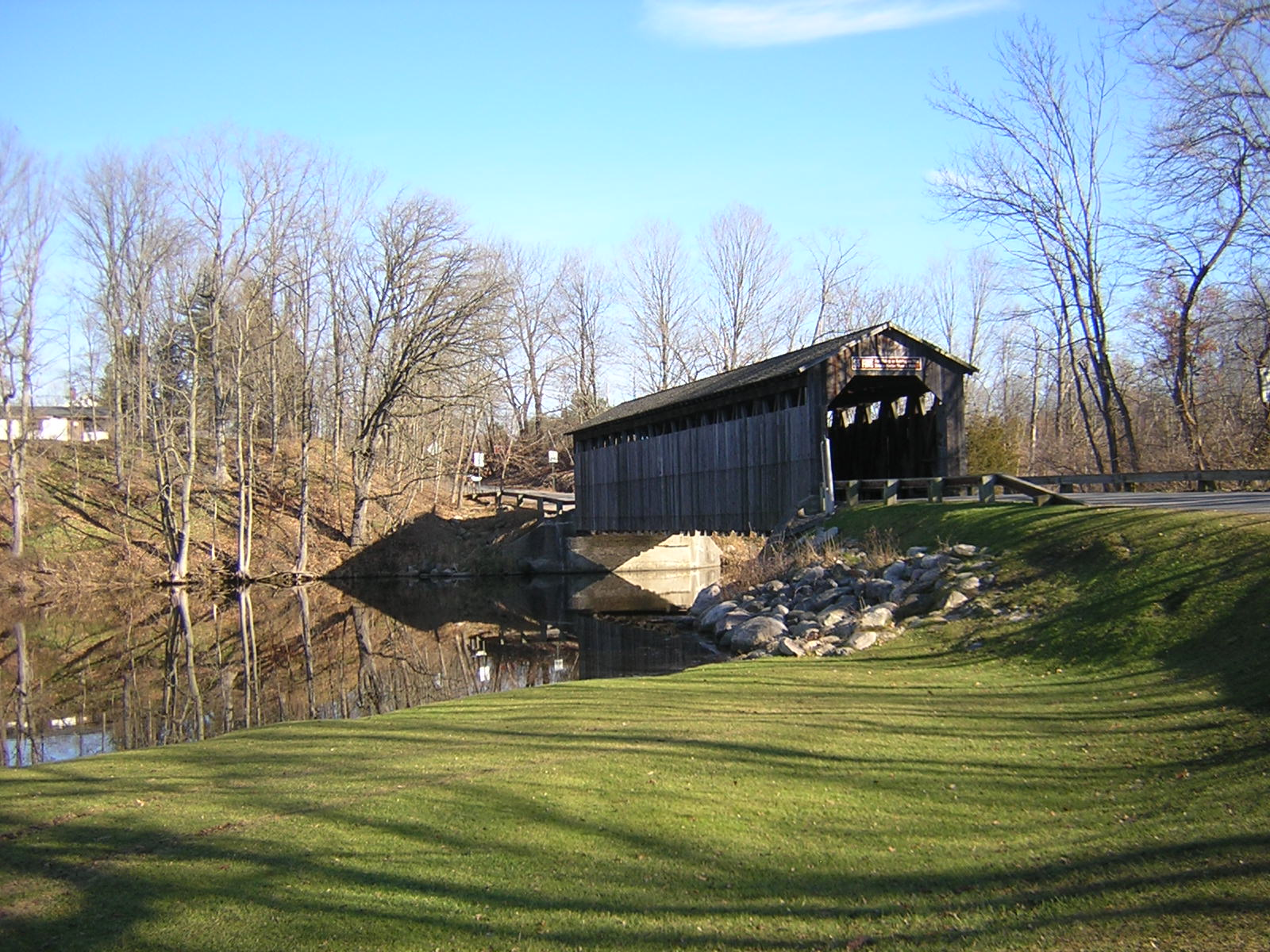
پل فالاسبورگ ، یک پل سرپوشیده با خرپای براون
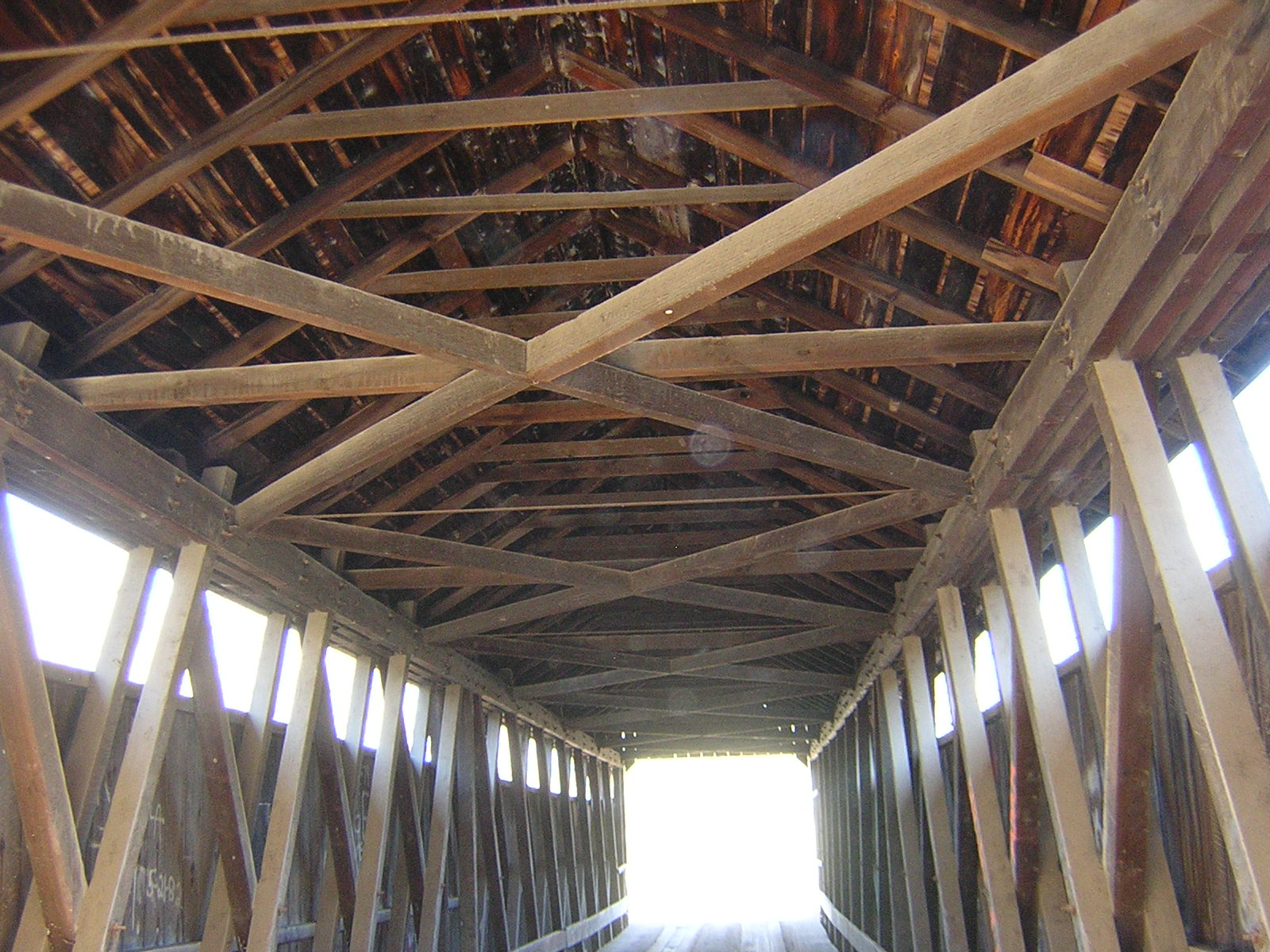
فضای داخلی پل وایت (White Bridge );که درآن اعضای مورب در دیواره‌ها و سقف دیده می‌شود .
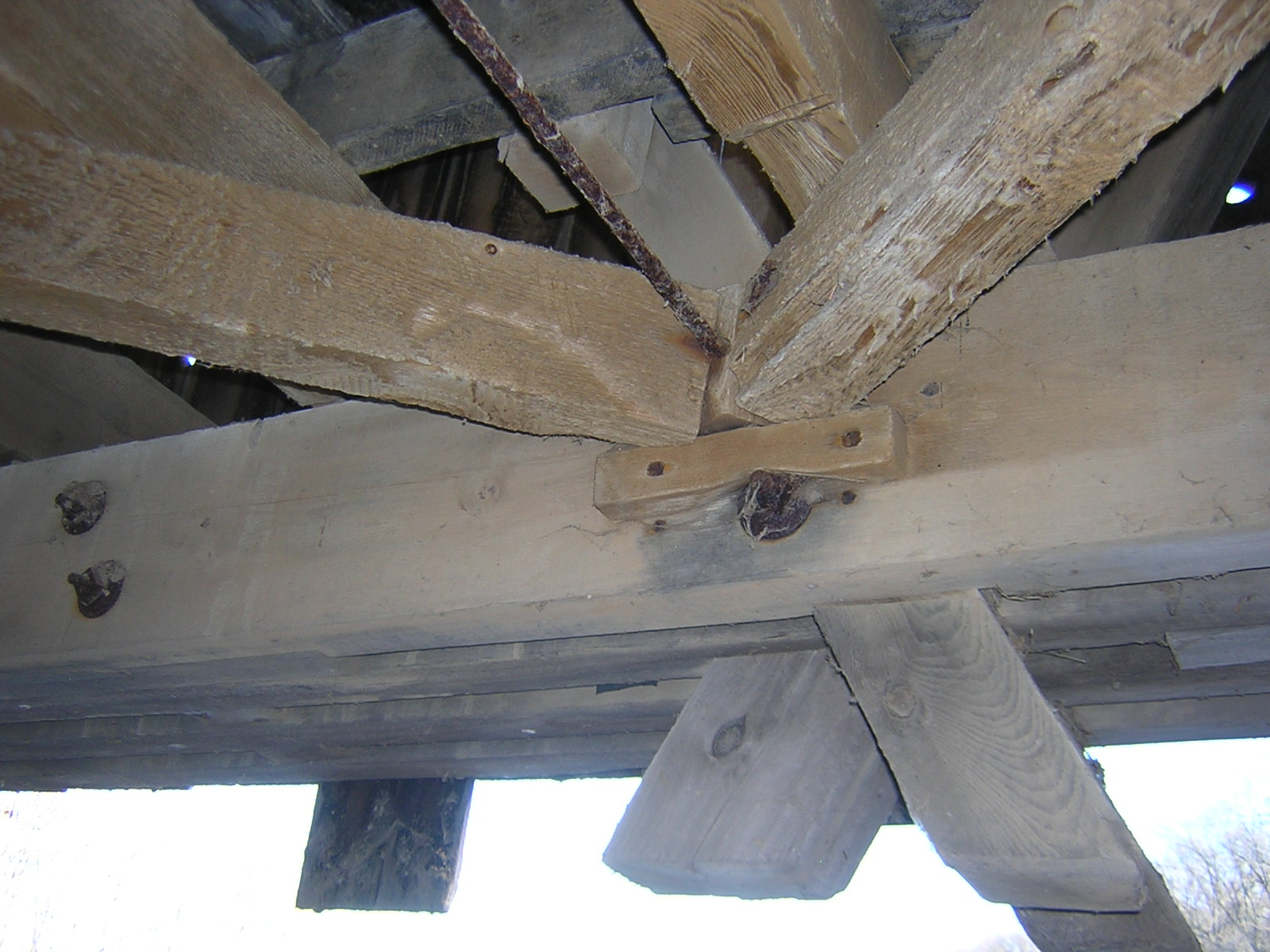
نمای از زیر پل وایت ، اعضای کف  خرپا را که به اعضای خرپای جانبی (قطری) دوخته شده‌اند ، نشان می‌دهد. پایین اعضای قطری خرپای جانبی از زیر غلاف بیرون زده‌است.
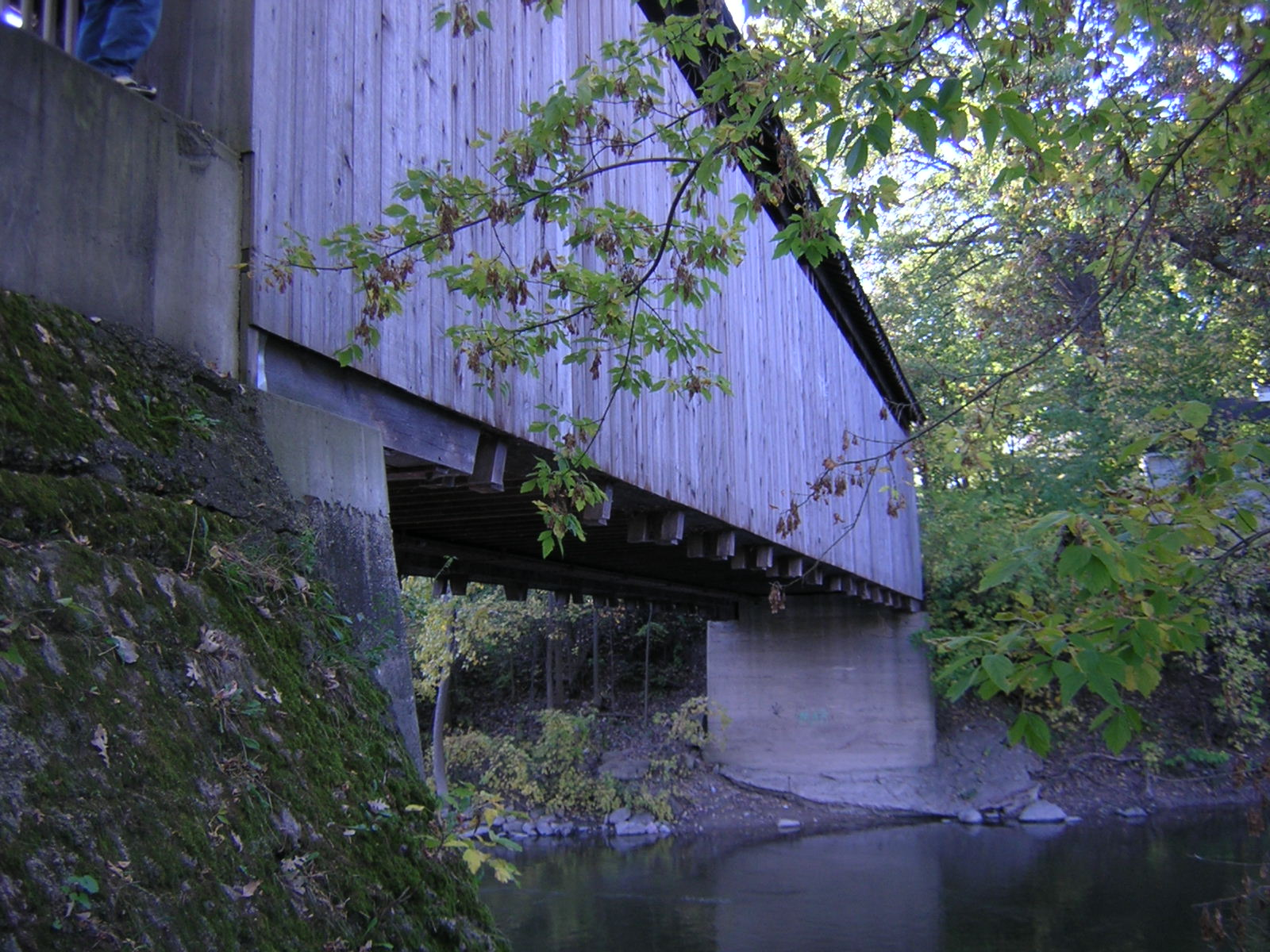
نمایی از زیر پل سرپوشیده آدا . انتهای اعضای خرپا که از زیر نمای پوشش جانبی بیرون زده ، قابل مشاهده است. اعضای خرپای سقف در فاصله بالای  پوشش جانبی و زیر سقف قابل مشاهده است.  امکان عبور نور در این فاصله،  باعث می‌شود که فضای داخلی پل، اگر تا حدی تاریک باشد، قابل استفاده باشد.
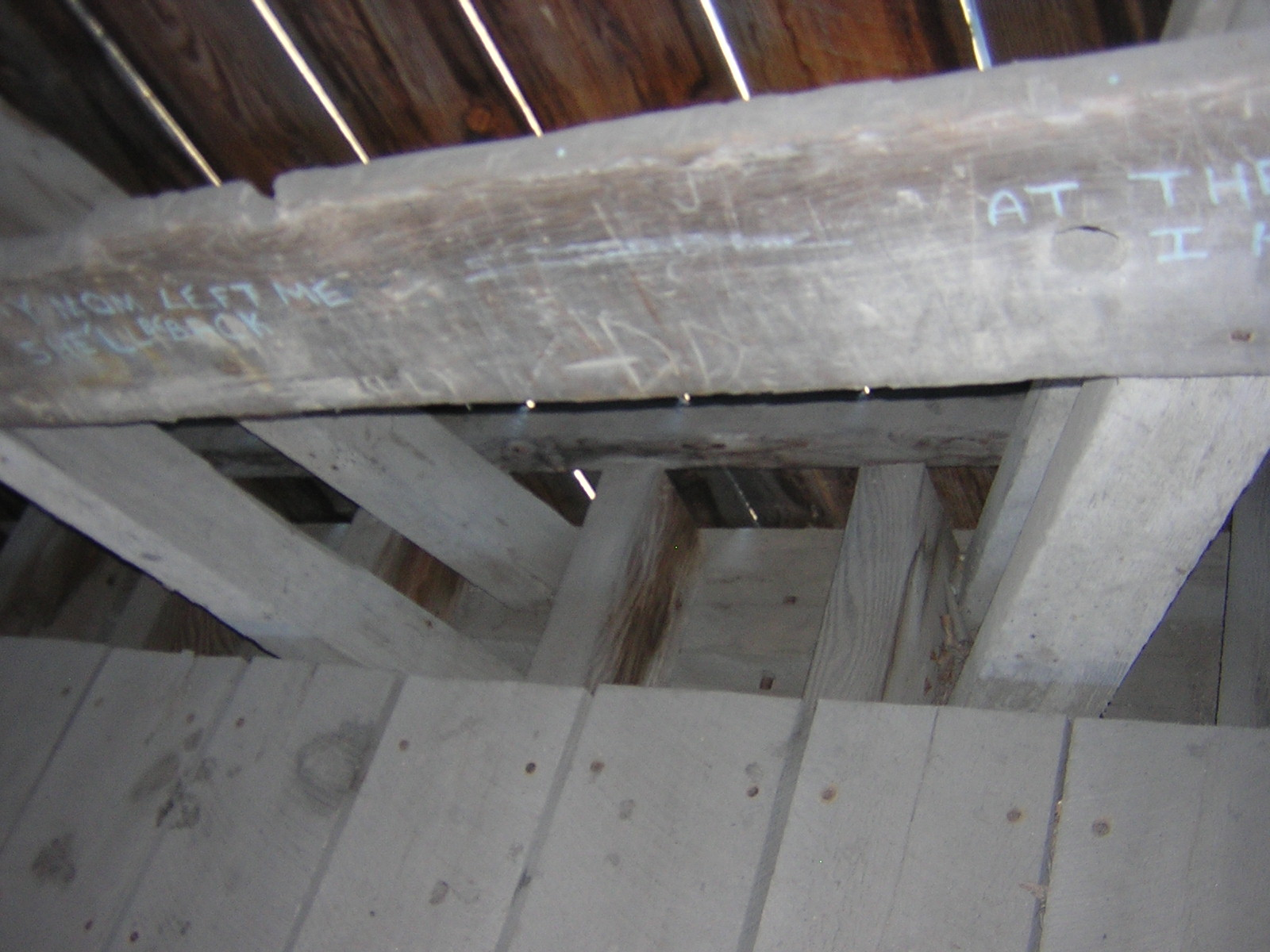
جزئیات قفل وبست پایین اعضای قطری خرپای جانبی با کف (پل فالاسبورگ )
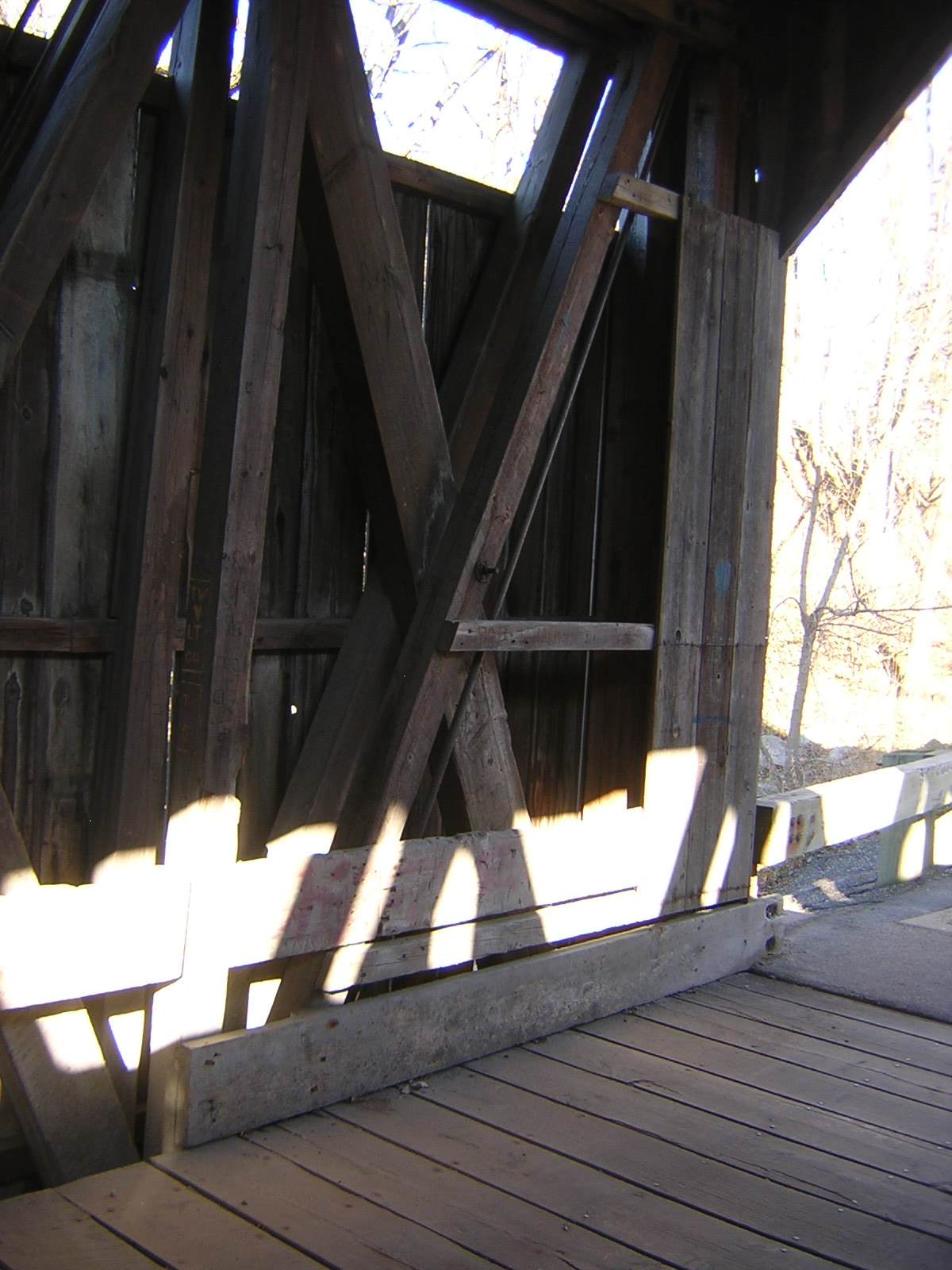
جزئیات ویژه انتهای خرپا، اعضای اضافی ممکن است برای افزایش صلبیت سازه و  یا محافظت از سازه در برابر برف وجود داشته باشد. ( پل فالاسبورگ )
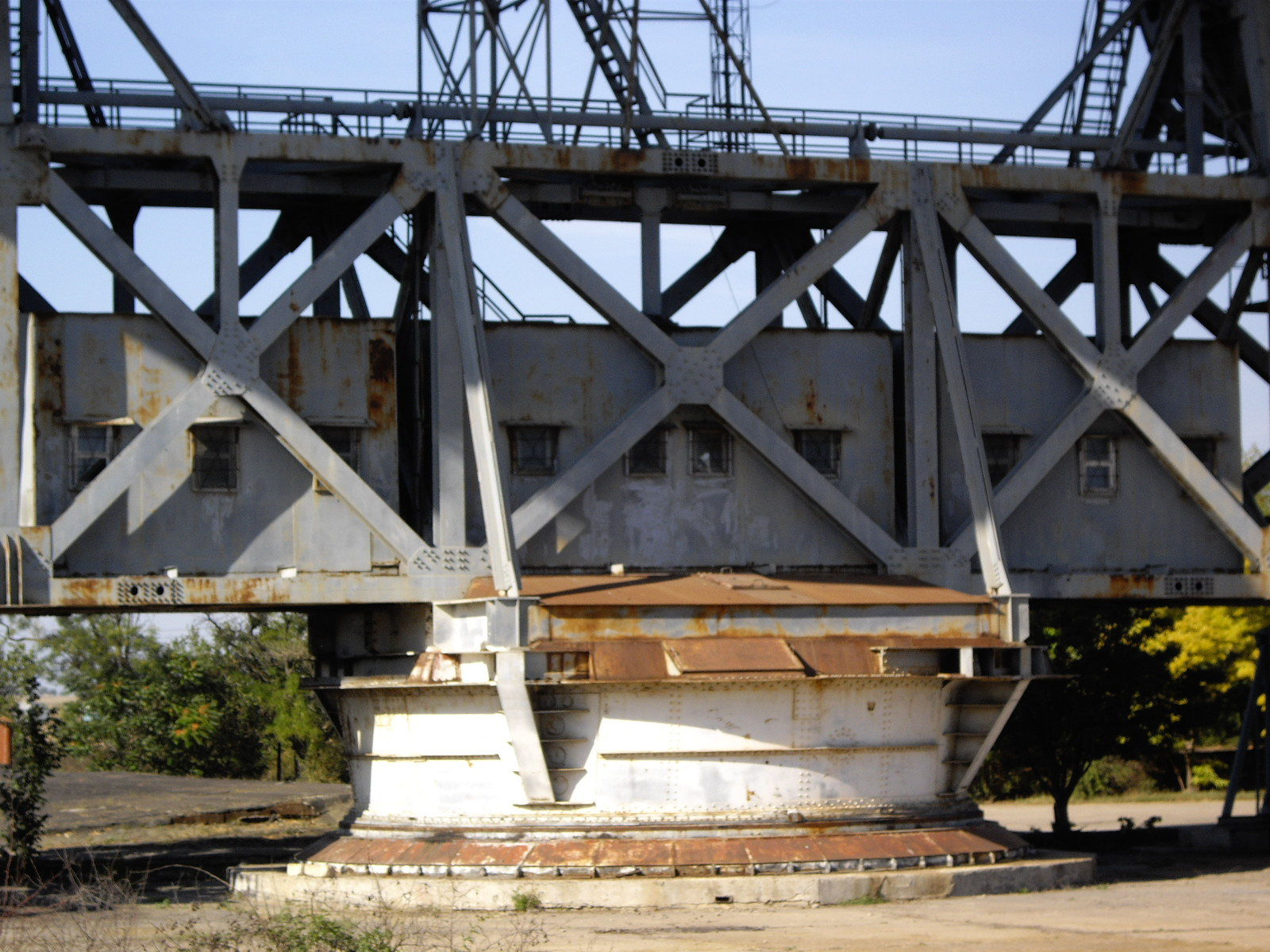
قاب‌های قابل هدایت مجتمع ارتباط عمیق فضایی ساخته شده از برجک‌های تفنگ جنگی و خرپاهای پل راه آهن.